# Sätbajew
Sätbajew (hist. Nikolskij; kaz. Сәтбаев; ros. Сатпаев, Satpajew) – miasto w Kazachstanie, w obwodzie ułytauskim, 67 456 mieszkańców (2021).

## Sport
- Kazakmys Sätbajew – klub hokejowy
- Kazakmys Sätbajew – klub piłkarski